# Acianthera tikalensis
Acianthera tikalensis é uma espécie de orquídea (Orchidaceae) originária do México, Belize e Guatemala, antigamente subordinada ao gênero Pleurothallis. É planta pendente grande e robusta, com caules do mesmo comprimento ou mais curtos que as folhas; folhas grandes, largas e espessas, verde escuro ou arroxeadas, espata grande com até quatro inflorescências por folha; inflorescência longa, porém mais curta que a folha, com muitas flores púrpura, de sépalas dorsais púrpura escuro e laterais internamente amareladas. Trata-se de uma das espécies mais vistosas entre as Pleurothallidinae. É planta da afinidade da Acianthera strupifolia.

## Publicação e sinônimos
- Acianthera tikalensis (Correll & C.Schweinf.) Pridgeon & M.W.Chase, Lindleyana 16: 246 (2001).

Sinônimos homotípicos:
- Pleurothallis tikalensis Correll & C.Schweinf., Fieldiana, Bot. 31: 190 (1965).